# Zapadna Papua (pokrajina)
Zapadna Papua (indonezijski: Papua Barat) je pokrajina u Indoneziji. 

## Zemljopis
Prostire se na dvama zapadnim poluotocima Nove Gvineje, Birdovoj glavi i Bomberaiju te na obližnjim otocima. Na sjeveru graniči s Tihim oceanom, na zapadu s Halmaherskim morem i Ceramskim morem, na jugu s Bandskim morem i na istoku s pokrajinom Papuom Cenderawasiškim zaljevom. Manokwari je glavni grad, ali najveći je grad Sorong. Zapadna Papua je druga po naseljenosti pokrajina u Indoneziji, s 760.422 stanovnika prema popisu stanovništva 2010. koji je sproveo Indonezijski statistički zavod.; službeno se procijenilo sredinom 2019. godine da u pokrajini živi 963.600 stanovnika.

## Povijest
Ljudsko naseljavanje počelo je prije 50 tisuća godina. Naselili su se snažni, mišićavi i kuštravi prastanovnici Melanezije. Bavili su se lovom, ribolovom i sakupljanjem plodova. Nisu poznavali keramiku, metal, kotač ni pismo, ali se smatra se da su jedni od prvih poljoprivrednika na svijetu. Sadili su slatki krumpir koji im je i danas glavna namirnica, taro, zelje, kukuruz i uzgajali svinje. Živjeli su strogo teritorijalno. Sela su im bila raštrkana, a stanovali su u okruglim ili ovalnim kolibama od slame i drva. Često su ratovali sa susjednim plemenima, a pojedini su prakticirali ritualni kanibalizam. Plemenska različitost očuvala se do danas. Na cijelom otoku danas je više od tisuću različitih plemenskih skupina s isto različitih jezika, što Novu Gvineju čini najraznovrsnijim jezičnim područjem na svijetu.
U povijesti su Zapadnom Papuom vladale dvije pretkolonijalne monarhije Historically, Majapahitsko kraljevstvo i Tidorski sultanat. Od 16. stoljeća Nizozemska kolonizirala je ove predjele. Pod nizozemskom vlašću od 1828. godine. Kratko ih je 1942. u Drugom svjetskom ratu izbacilo Japansko Carstvo i držalo pod okupacijom do 1945. godine. Od 1945. do 1962. bila je pod obnovljenom nizozemskom upravom (kao Nizozemska Nova Gvineja, poznata i kao Zapadna Nova Gvineja). Poslije japanske kapitulacije Nizozemci su ostali na Novoj Gvineji do 1962. godine kad su prenijeli nadzor nad regijom indonezijskoj vladi u sklopu Newyorškog sporazuma. 
Početkom 1962. bila je indonezijska vojna intervencija, nakon čega je uvedena privremena uprava UN-a 1962. godine pa indonezijska uprava 1963. godine. U papuanskoj divljini žive ljudožderska plemena. Nagađa se da je Rockefellerov sin Michael Rockefeller skončao nakon što su ga dohvatili ljudožderi iz plemena Asmati. Indonezija je okupirala nizozemski dio otoka 1962. slično kao i bivšu portugalsku koloniju Istočni Timor, unatoč protivljenju UN-a, ali uz pomoć veta SAD-a. UN se isprva protivio tom potezu te što je Nizozemska takav čin nazvala zamjenom bijelog kolonijalizma smeđim. Indonezijski daljnji pohod na istok priječila je što je istočni dio otoka bio tada australska kolonija do 1973. kada je postao nezavisan kao Papua Nova Gvineja. Od 1965. Pokret slobodna Papua poveo je borbu za neovisnost Zapadne Papue. Kolovoza 1969. godine plemenski poglavice su se izjasnile čime je potvrđeno sjedinjenje s Indonezijom i zatim ju je iste godine anektirala Indonezija. Uslijedilo je naseljivanje indonezijskih doseljenika, što je izazvalo višekratne sukobe s autohtonim stanovništvom koji su podizali ustanke. 1973. godine pokrajina je preimenovana je u Irian Jaya. Indonezijska vlada sprovela je protugerilske akcije. Zbog njih i etničkih sukoba česti su zbjegovi stanovništva, pa je 1984. oko 13 000 osoba izbjeglo u Papuu Novu Gvineju. 1990-ih opet je izbio ustanak na neovisnost. 1999. godine zakonski je izdignuta na razinu pokrajine, ali nije inaugurirana sve do 2003. godine. Time je regija podijeljena na veću pokrajinu Papua (319 036 km², 1 688 144 st., 2010.; upravno središte Jayapura) u istočnom i središnjem dijelu, i manju Zapadnu Papuu (Papua Barat ; 97 024 km², 760 422 st., 2010.; upravno središte Manokwari) na krajnjem zapadnom dijelu otoka (poluotok Kepala Burung ili Doberai s okolnim otočjem).
Nakon nekoliko godina mira, 2010. opet je izbila eksplozija pokreta za neovisnost, Pokreta za slobodnu Papuu (OPM). Petstotinjak pripadnika OPM-a žestoko se sukobilo s policijom povodom pogibija jednog od vođa borbe za neovisnost Kellyja Kwalika. Sve doo posljednjih desetljeća 20. stoljeća domorodačka plemena u dolini Baliemu na 1700 metara nadmorske visine bila su potpuno izolirana od ostatka svijeta. Dolina je otkrivena tek 1938. godine. Prvi Zapadnjak koji ju je ugledao je američki prirodoslovac, zoolog i filantrop Richard Archbold. Usred doline je gradić Wamena. Danas zbog djelovanja misionara i turizma u gradiću Wameni, pristupačnog samo zrakom iz Jayapura, žive pripadnici nekad izoliranih plemena, koji su usvojili mnoge tekovine zapadne civilizacije, tehnološke (mobiteli, TV), odjeća i duhovne, tj. ne vjeruju više u plemenske mitove ili šumske duhove, nego su kršćani.
Papua i Zapadna Papua su najbogatiji dijelovi zapadnog dijela otoka Nove Gvineje. Zapadna Papua je poznata po velikim zalihama zlata i bakra. Zapadna Papua jedna je od pet pokrajina u Indoneziji s posebnim statusom. Zapadna Papua ima posebni status po odobravanju primjene održivog razvoja.
Zapadna Papua nalazi se u istočnoindonezijskom vremenu (UTC+9).